# Aptychotrema rostrata
Aptychotrema rostrata és un peix de la família dels rinobàtids i de l'ordre dels rajiformes.

## Morfologia
Pot arribar als 72 cm de llargària total en el cas dels mascles i als 120 en les femelles.

## Distribució geogràfica
Es troba a les costes d'Austràlia.